# Média aritmética-geométrica
Na matemática, a média aritmética-geométrica de dois números reais positivos x e y define-se da seguinte maneira: primeiro, obtém a média aritmética de x e y denominando-a a1, i.e. a1 = (x+y) / 2; depois, constrói-se a média geométrica g1, i.e. g1 a qual é a raiz quadrada de xy. Dessa forma, estabelece uma sequência:
{\displaystyle a_{n+1}={\frac {a_{n}+g_{n}}{2}}\quad {\mbox{e}}\quad g_{n+1}={\sqrt {a_{n}g_{n}}}}.
Ambas sequências convergem a um mesmo número, denominado média aritmética-geométrica M(x, y) de x e y.

## Propriedades
Pode-se demonstrar ainda que:
{\displaystyle M(x,y)={\frac {\pi }{4}}\cdot {\frac {x+y}{K\left({\frac {x-y}{x+y}}\right)}}},
onde K(x) é a integral elíptica de primeira espécie. Outra identidade interessante que envolve a média aritmética-geométrica estabelece da seguinte maneira:
{\displaystyle {\frac {1}{M(a,b)}}={\frac {2}{\pi }}\int _{0}^{\pi /2}{\frac {d\theta }{\sqrt {a^{2}\cos ^{2}\theta +b^{2}\sin ^{2}\theta }}}={\frac {1}{\pi }}\int _{-\infty }^{\infty }{\frac {dt}{\sqrt {(a^{2}+t^{2})(b^{2}+t^{2})}}}}